# ジョン・レズリー (第11代ロシズ伯爵)

1457年以降のロシズ伯爵の紋章

第11代ロシズ伯爵ジョン・レズリー（英語: John Leslie, 11th Earl of Rothes、1744年10月19日 – 1773年6月18日）は、スコットランド貴族。1767年までレズリー卿の儀礼称号を使用した。

## 生涯
第10代ロシズ伯爵ジョン・レズリーと1人目の妻ハンナ（Hannah、1761年4月26日没、マシュー・ハワードの娘）の息子として、1744年10月19日にロンドンで生まれた。1756年よりイートン・カレッジで教育を受けた。1760年にイギリス陸軍に入り、エンサイン（歩兵少尉）として1763年までスコッツガーズに勤務した。
1767年12月10日に父が死去すると、ロシズ伯爵位を継承した。
1768年4月4日にジェーン・メイトランド（Jane Maitland、1748年12月21日 – 1817年5月ごろ、トマス・メイトランドの娘）と結婚したが、2人の間に子供はいなかった。
1773年6月18日にファイフ州レズリーで死去、6年年下の妹ジェーン・エリザベス・レズリーが伯爵位を継いだ。妻ジェーンは1774年9月29日に再婚した。